# Toshiya Sueyoshi
Toshiya Sueyoshi (født 18. november 1987) er en japansk fodboldspiller.